# Jean Jouzel
Jean Jouzel, né le 5 mars 1947 à Janzé (Ille-et-Vilaine), est un paléoclimatologue français.
Il se fait connaître en 1987 lorsqu'il publie, avec Claude Lorius, la première étude établissant formellement le lien entre concentration de CO2 dans l'atmosphère et réchauffement climatique. En 1994, il est nommé auteur du Groupe d'experts intergouvernemental sur l'évolution du climat (GIEC), et assure de 2002 à 2015 la vice-présidence du groupe de travail sur les bases physiques du changement climatique au sein de cette institution. Il s'impose progressivement en France comme une figure médiatique de la lutte contre le réchauffement climatique.
Mondialement reconnu pour ses travaux de recherche sur l'évolution du climat, il est le lauréat de nombreuses distinctions scientifiques, parmi lesquelles la médaille d'or du CNRS (la plus haute distinction scientifique française) et le prix Vetlesen (considéré comme l'équivalent du prix Nobel pour les sciences de la Terre). Il est également membre des académies des sciences de France, d'Italie, d'Europe, des États-Unis et d'Australie.

## Biographie

### Formation
Né dans une famille d'agriculteurs bretons, Jean Jouzel est élève au collège Saint-Joseph à Janzé, puis au lycée de l'Assomption à Rennes, avant d'étudier en classes préparatoires Maths Sup et Maths spé au lycée Chateaubriand de Rennes.
Ingénieur diplômé de l'École supérieure de chimie industrielle de Lyon (ESCIL, promotion 1968), il devient docteur en sciences physiques en 1974 à l'issue d'une thèse sur la Complémentarité des mesures de deutérium et de tritium pour l'étude de la formation des grêlons proposée par son professeur Étienne Roth. L'année précédente, il soutient à la faculté d'Orsay une thèse de doctorat sur Les mesures du tritium dans de faibles quantités d'eau à la teneur naturelle.

### Carrière
Plutôt que de postuler pour devenir chercheur au CNRS, il préfère alors rentrer au Commissariat à l'énergie atomique et aux énergies alternatives (CEA) pour y travailler avec Claude Lorius. Il est nommé ingénieur de recherche au laboratoire de géochimie isotopique au CEA de Saclay dont il devient coresponsable en 1986. En 1989, il est nommé adjoint au directeur du laboratoire de glaciologie et géophysique de l'environnement au CNRS - Grenoble puis, en 1991, adjoint au directeur du laboratoire de modélisation du climat et de l'environnement (actuel LSCE - Laboratoire des sciences du climat et l'environnement) au CEA et, enfin, directeur de recherches au CEA en 1995.
De 2001 à 2008, il dirige l'Institut Pierre-Simon-Laplace dont une des principales composantes est le LSCE qui dépend du commissariat à l'Énergie atomique, dont il est responsable du groupe climat de 1998 à 2000[source insuffisante]. Il est également président du Conseil d'administration de l'Institut polaire français Paul-Émile-Victor (IPEV). En 2009, il devient également président de l'association Méditerranée 2000 dont l'objectif est l'éducation à l'environnement du grand public[source insuffisante], à l'occasion du 20e anniversaire de sa création.

### Vie privée
Avec sa femme Brigitte qui était institutrice, ils ont deux enfants, dont Jean-Noël Jouzel, sociologue, chargé de recherche au CNRS.

## Travaux sur le réchauffement climatique
Dans les années 1970, Jean Jouzel et Claude Lorius pensaient plutôt que la Terre s’approchait d'une nouvelle période de glaciation. Selon Jouzel, « Les trois précédentes périodes interglaciaires avaient duré environ 10 000 ans, la nôtre s’approchait de 12 000 ans, et comme il y avait eu une petite baisse dans les années 1960-1970, on envisageait le refroidissement. Lorius aussi, du reste ». Mais les analyses des carottes de glace prélevées dans l'Antarctique par les Russes dans les années 1982-1983 sur leur base Vostok entraînent un changement complet de la vision des climatologues. C'est ce qu'ils vont démontrer dans une série d'articles retentissants parus en 1987 dans la revue Nature,. Selon Jouzel, l'analyse des carottes de glace « démontre que pendant les périodes froides il y a moins de CO2 et que pendant les périodes chaudes il y en a davantage. Nous confirmons ainsi que ce qui préside aux grandes phases, c’est bien l’astronomie, la position de la Terre par rapport au Soleil, mais que, lors des réchauffements, le CO2 amplifie le phénomène ». La démonstration du rôle du gaz carbonique, le CO2, va ainsi converger avec le travail des modélisateurs qui « avançaient ce lien et faisaient des prévisions d’augmentation des températures provoquées par les émissions de gaz à effet de serre. Mais c’était des modèles, auxquels s’ajoutaient quelques expériences de laboratoire et les études sur l’atmosphère des autres planètes. Là, grâce au retour dans le passé, nous apportons des résultats concrets, portant sur la Terre, avec des courbes faciles à comprendre par les politiques ».
Depuis cette période, Jean Jouzel est reconnu mondialement pour ses analyses de la glace de l'Antarctique et du Groenland permettant de connaître le climat terrestre passé (paléoclimatologie). Il a publié en tant que coauteur près de 45 articles dans les prestigieuses revues scientifiques Nature et Science. En 2002, il est récompensé pour ses travaux en recevant la médaille d'or du CNRS, conjointement avec Claude Lorius.

## Engagement

### Pour le climat
Après la décision en 1988 de fonder le GIEC au sein de l'ONU, les contributions de Jean Jouzel en matière climatique deviennent plus militantes. En 2002, il est nommé vice-président du groupe scientifique. Il gagne alors en notoriété auprès du grand public pour sa contribution au sujet du réchauffement climatique, notamment par son rôle d'expert du groupe scientifique, en s'exprimant régulièrement dans les médias,. Il n'hésite pas à parler non seulement en qualité de scientifique expert en climatologie mais également pour commenter les projections économiques et les décisions politiques. En 2007, sous la présidence de Rajendra Kumar Pachauri, le GIEC se voit décerner le prix Nobel de la paix, avec Al Gore, au titre de lanceur d’alerte sur l'urgence climatique.

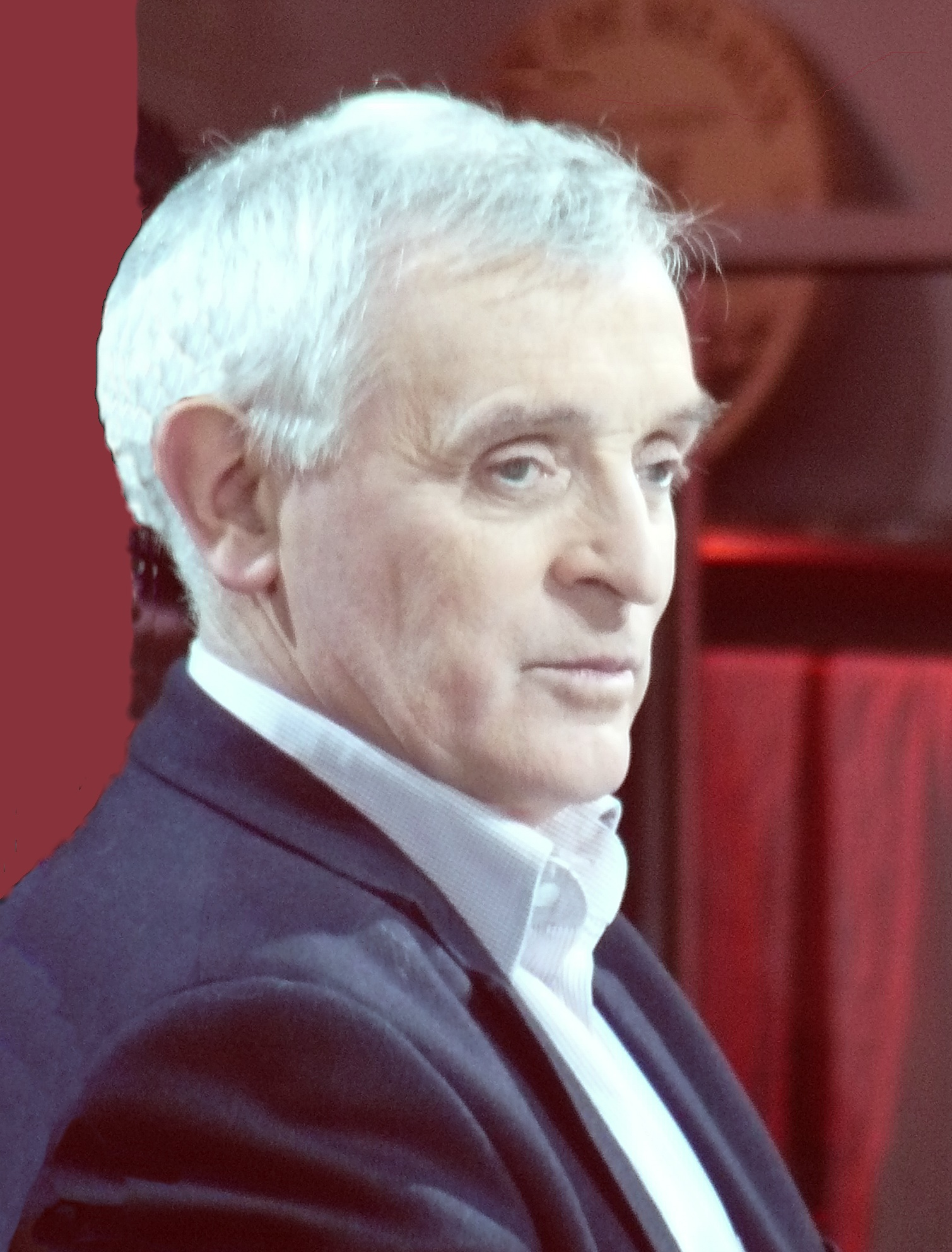
Jean Jouzel en 2010.

En 2010, il est nommé membre du Conseil économique, social et environnemental. En 2014, il est nommé membre du Conseil stratégique de la recherche.
En décembre 2017, il lance une campagne visant à soutenir un traité européen destiné à trouver des financements pérennes de la transition énergétique, afin de lutter contre le réchauffement climatique. Auparavant en septembre 2017, la Cour des comptes européenne publie un rapport qui estime à 1 115 milliards d’euros le montant total nécessaire à investir durant 10 ans, entre 2021 et 2030, pour atteindre les objectifs de réduction des émissions de gaz à effet de serre. Il enchaîne ensuite les interventions publiques, ainsi que devant les représentants politiques, sociaux et environnementaux. Il est à l'origine de la campagne du « Pacte Finance Climat » signé depuis par plus de cent cinquante personnalités, et qui s'appuie sur le livre Pour éviter le chaos climatique et financier qu'il a cosigné avec Pierre Larrouturou. Le "Pacte Finance Climat" est porté par l'association Agir pour le climat dont Jean Jouzel est président d'honneur.
Depuis avril 2020, il est associé Team for the Planet,, qui promeut l'entrepreneuriat au service de l'urgence climatique.
Il a cofondé en 2021 NetZero, entreprise française qui vise à industrialiser la production de biochar pour séquestrer du carbone dans les sols.

### Soutien politique
Quittant le terrain scientifique pour des engagements plus politiques, il prend parti, comme il le déclare en 2019 au Monde, « toujours à gauche. Et toujours pour de futurs perdants. Ségolène Royal, Nicolas Hulot, Pierre Larrouturou, Benoît Hamon… Cette année, j'ai préféré ne pas me prononcer pour que le pacte finance-climat, que j'ai lancé avec Pierre Larrouturou, lui-même candidat sur la liste PS-Place publique, reste un peu au-dessus de la mêlée ».
Après avoir soutenu Pierre Larrouturou pour la primaire citoyenne de 2017, lequel est finalement exclu du scrutin, il rejoint la campagne du candidat socialiste Benoît Hamon comme conseiller climat,.
Lors des élections municipales de 2020 à Paris, ainsi que pour l'élection présidentielle française de 2022, Jean Jouzel soutient les candidatures d'Anne Hidalgo.
Pendant la campagne des élections législatives françaises de 2024, il appelle sans réserve à faire barrage à l'arrivée du Rassemblement national au pouvoir.

## Image publique
Il apparaît dans la bande dessinée Saison brune, parue en 2012.
En 2015, il intervient dans le web-documentaire Climat sous tension.
Il est un personnage récurrent dans la pièce de théâtre de David Lescot sur la COP21, Les Glaciers grondants,.
Il est parrain de la promotion 2018 de l'École normale supérieure de Rennes.
Le 9 décembre 2024, il inaugure un gymnase à son nom, le gymnase de la Briqueterie-Jean Jouzel, situé au Mans. Ce gymnase est le premier en France à avoir été équipé d'un système de récupération et d'utilisation des chaleurs de voirie, développé par Vinci. 

## Distinctions

### Décorations
- Commandeur de la Légion d'honneur (2018 ; officier en 2012)[33]
- Commandeur de l'ordre national du Mérite (2015 ; officier en 2008)[34]

### Prix et médailles
Jean Jouzel est titulaire de nombreux prix et médailles scientifiques, parmi lesquels :
- 1992 : prix Phillip-Morris en climatologie ;
- 1997 : médaille Milutin-Milankovitch de l'Union européenne des géosciences[36] ;
- 1999 : prix de l'Académie des sciences ;
- 2000 : Ippolito Award de l'Académie nationale des sciences d'Italie ;
- 2002 : médaille d'or du CNRS (co-récipiendaire avec Claude Lorius)[37] ;
- 2003 : médaille Roger-Revelle ;
- 2008 : prix Descartes pour la science ;
- 2012 : prix Vetlesen (co-récipiendaire avec Susan Solomon) ;
- 2015 : médaille d'or de l'Académie d'agriculture de France[38].

### Collèges scientifiques
- 2001 : Selby Fellowship de l'Académie des sciences australienne[39] ;
- 2009 : élu président de Météo et Climat (ancienne Société météorologique de France) ;
- 2009 : élu président du Haut Conseil de la science et de la technologie ;
- 2015 : élu membre de l'Académie européenne des sciences[40] ;
- 2016 : élu membre de l'Académie d'agriculture de France[41] ;
- 2016 : élu membre de l'Académie nationale des sciences des États-Unis[42] ;
- 2017 : élu membre de l'Académie des sciences de France[43].

## Publications de vulgarisation scientifique
- Jean Jouzel, Claude Lorius et Dominique Raynaud, Planète blanche : les glaces, le climat et l'environnement, Paris, Éditions Odile Jacob, coll. « Sciences », 2008, 301 p. (ISBN 978-2-7381-1400-6, lire en ligne).
- Jean Jouzel et Anne Debroise, Le Climat : jeu dangereux : dernières nouvelles de la planète, Paris, Éditions Dunod, coll. « Quai des sciences », 2007, 212 p. (ISBN 978-2-10-050987-4, OCLC 166342394) (BNF 41027563).
- Jean Jouzel et Anne Debroise, Le Défi climatique : objectif : 2 °C !, Paris, Éditions Dunod, coll. « Quai des sciences », 2014, 255 p. (ISBN 978-2-10-070527-6, OCLC 894346417).
- Jean Jouzel et Olivier Nouaillas, Quel climat pour demain ? : 15 questions/réponses pour ne pas finir sous l'eau, Paris, Éditions Dunod, coll. « Hors collection », 2015, 144 p. (ISBN 978-2-10-073836-6), prix du livre Science pour tous 2017.
- Jean Jouzel et Pierre Larrouturou (préf. Nicolas Hulot), Pour éviter le chaos climatique et financier : une solution scandaleusement simple, Paris, Éditions Odile Jacob, 2017, 419 p. (ISBN 978-2-7381-4116-3, OCLC 1015955045).
- Jean Jouzel et Baptiste Denis, Climat, parlons vrai, Paris, Éditions François Bourin, 2020, 216 p. (ISBN 979-1025204825).
- Jean Jouzel et Baptiste Denis, Climat, parlons vrai (Nouvelle édition), Paris, Editions Les Pérégrines, 2021, 256 p.  (ISBN 1025204824)
- Alain Grandjean, Claude Henry et Jean Jouzel, Les orphelins de la Planète, Grasset, 2025 (ISBN 978-2-2468-3884-5)